# アンドレア〜愛と略奪の炎
『アンドレア〜愛と略奪の炎』（アンドレアあいとりゃくだつのほのお、原題:Mesa Para Tres）とは、コロンビアのカラコル・テレビシオンで製作されたテレビドラマである。登場人物が多く、恋愛と憎悪が入り混じるドロドロの人間関係が話題の長編連続ドラマテレノベラシリーズのひとつ。

## 登場人物
- アンドレア（Catalina Aristizabalカタリナ・アリスティザバル）
サバティ家の令嬢。ルイスとアレホの情熱的な愛の間で揺れ動く。
- ルイス（Hector Arredondoエクトル・アレドンド）
手段を選ばずにアンドレアをモノにしようとするアレホの兄。
- アレホ／アレハンドロ（Diego Cadavidディエゴ・カダヴィド)
アンドレアを誰よりも大切に思うルイスの弟。

クラビット・アリーナより

## ストーリー
コロンビアの片田舎で小さなレストランを営んでいた兄弟、ルイスとアレホ。ところが、とある事件で村を追われてしまい、首都ボゴタへとたどり着く。そこで兄弟が働くことになった高級レストラン「サバティ」には、アンドレアという美しい娘がいた。アンドレアにルイスとアレホは一目で恋に落ちてしまい、肉親とは思えないほどの恋の駆け引きが繰り広げられる……。